# Malanda
Malanda (1 009 habitants) est un village du plateau d'Atherton dans le nord du Queensland en Australie à 1 690 km au nord de Brisbane et à 85 de Cairns.
Il doit son développement au fait qu'il était une étape pour les voyageurs entre Herberton, avec ses mines de cuivre et de zinc, et la côte.
Il est connu pour sa production de lait et de fromage.
Il abrite le Malanda Hotel qui serait le plus grand hôtel en bois du monde.
Il se trouve à proximité du cratère Bromfield, un ancien cratère volcanique transformé aujourd'hui en marais.

## Référence

Bromfield Crater, Malanda.

- Statistique sur Malanda.